# Marvia Malik
Marvia Malik (Llahore, 1997) es una presentadora de informativos y figura de los medios de comunicación pakistaníes. En 2018 se convirtió en la primera presentadora de noticias transgénero en aparecer en la televisión paquistaní.

## Biografía
Malik nació en Lahore en 1997, separándose de su familia cuando todavía era muy joven. Trabajó como maquilladora antes de comenzar su carrera en los medios de comunicación, y se graduó con un título en comunicación en la Punjab University. Luego solicitó un puesto en Kohenoor News.
En marzo de 2018, Malik se convirtió en la primera persona transgénero en desempeñar el papel de presentadora de noticias en un noticiario paquistaní. Este hecho atrajo la atención de los medios internacionales.